# August Lütke-Westhues
August Lütke-Westhues (25 de julio de 1926-1 de septiembre de 2000) fue un jinete alemán que compitió en la modalidad de concurso completo.
Participó en los Juegos Olímpicos de Verano de 1956, obteniendo dos medallas de plata, en las pruebas individual y por equipos. Ganó cuatro medallas en el Campeonato Europeo de Concurso Completo entre los años 1954 y 1959.

## Palmarés internacional
| Representando al Equipo Alemán Unificado |                        |                  |             |
| Juegos Olímpicos                         |                        |                  |             |
| Año                                      | Lugar                  | Medalla          | Categoría   |
| 1956                                     | Estocolmo (Suecia)     | Medalla de plata | Individual  |
| 1956                                     | Estocolmo (Suecia)     | Medalla de plata | Por equipos |
| Campeonato Europeo                       |                        |                  |             |
| Año                                      | Lugar                  | Medalla          | Categoría   |
| 1954                                     | Basilea (Suiza)        | Medalla de plata | Por equipos |
| 1957                                     | Copenhague (Dinamarca) | Medalla de plata | Individual  |
| 1957                                     | Copenhague (Dinamarca) | Medalla de plata | Por equipos |
| 1959                                     | Harewood (Reino Unido) | Medalla de oro   | Por equipos |